# Аргов, Зоар
Зоар Аргов (ивр. זוהר ארגוב‎, настоящее имя Зоар (Зохар) Оркаби; 16 июля 1955 — 6 ноября 1987) — израильский певец, один из первых исполнителей жанра музыка мизрахит на израильской сцене, сумевший покорить публику и добиться успеха.

## Биография
Одним из самых серьёзных препятствий на пути к успеху было происхождение Аргова. Он родился в Ришон Ле Ционе и вырос в бедной семье. У него было девять братьев и сестер. В детстве он пел в йеменской религиозной общине.

## Музыкальная карьера
Особое место в его дебютном альбоме Элинор (אלינור (1980)) занимает первый трек «Sod HaMazalot» (סוד המזלות) и «Ma lakh Yaldah»(מה לך ילדה), посвящённая его бывшей жене Брахе.
Аргов был одним из первых исполнителей стиля мизрахи, добившийся коммерческого успеха. У него был замечательный талант к импровизации. Аранжировщик и дирижёр Нанси Брандес, работавший с ним над многими из его записей, описывал его как музыкального гения: «он мог прекрасно петь разные версии одной и той же песни».

## Смерть
После ареста по обвинению в изнасиловании Аргов совершил самоубийство в тюремной камере.  На шоу Мени Пеер в январе 1987 Зоар рассказал, что проходит лечение от наркозависимости. У Аргова был один сын, Гили.
И после смерти Зохар Аргов продолжает оставаться королём музыки мизрахи. В последние годы был признан его огромный вклад в израильскую культуру.
Его песни, такие, как «Ха-перах бе-гани» («Цветок в моем саду»), «Ма лах яльда» («Что с тобой, девушка»), «Бе-авар хаю зманим» («Были раньше времена»), «Бадад» («Одинок») считаются классикой израильской музыки и неотъемлемой частью национальной культуры.